# Heidruns förlag
Heidruns förlag är ett svenskt bokförlag med skönlitterär utgivning. Förlaget grundades 1990 av Bengt Berg och Gunn-Britt Karlsson. Förlaget ger ut skönlitteratur, poesi, barnböcker, rese- och konstböcker.

## Utgivning (urval)
| Författare                 | Titel                                           | Utgivningsår |
| -------------------------- | ----------------------------------------------- | ------------ |
| Maria Westerberg           | Vildhjärta: en kär lek mellan människa och skog | 2010         |
| Sven Smedberg              | Klässbols Linneväveri                           | 2010         |
| Britt Karin Larsen         | Det växer ett träd i Mostamägg                  | 2011         |
| Bengt Berg                 | Mellan Nordkap och Syrakusa                     | 2011         |
| Else-Maj Johansson         | Mitt Lofoten                                    | 2011         |
| Joar Tiberg                | Fåglar i fält                                   | 2014         |
| Maria Westerberg           | Hjärtklappning                                  | 2014         |
| Bengt Berg                 | Dikter genom 40 år                              | 2014         |
| Claes Andersson            | En morgon vid havet                             | 2015         |
| Britt Karin Larsen         | Det växer ett träd i Mostamägg                  | 2015         |
| Inger Hallström Stinnerbom | Tråden jag ärvde: teater, folk, kostym          | 2016         |
| Britt Karin Larsen         | Himmelbjörnens skog                             | 2017         |
| Ismael Ataria              | Längtan till whatever                           | 2017         |
| Börje Lindström            | Björkarna                                       | 2018         |
| Leif Nelson                | Bortom Pluto: en bild och sannsaga              | 2018         |
| Bengt Berg                 | Jag går där jag gick                            | 2018         |
| Vendela Flykt              | Tills lögnen skiljer oss åt                     | 2018         |
| Maria Westerberg           | Som om skogen växte på träd                     | 2020         |